# Piero Guelfi
Piero Guelfi (Gènova, 20 de febrer de 1914 - Gènova, 31 de juliol de 1989) fou un baríton italià.
Va estudiar cant sota la direcció de De Marchi. Va fer el seu debut al Teatre Carlo Felice de Gènova el 1940, en el paper de Silvio a Pagliacci de Ruggero Leoncavallo. Després va cantar en teatres d'òpera de diverses ciutats italianes com Milà, Roma, Catània i Nàpols, i a l'estranger (Catalunya, França, Estats Units, Àustria i Alemanya). Es va involucrar en obres rarament representades. Va acabar la seva carrera al Teatre Bellini de Catània, a la temporada 1971-72, en el paper de Joan a Francesca da Rimini de Riccardo Zandonai.